# Список номинантов на премию «Национальный бестселлер» 2008 года
Список номинантов на премию «Национальный бестселлер», попавших в длинный список (лонг-лист) премии «Национальный бестселлер» в сезоне 2008 года. Всего на премию было номинировано 62 произведения. Длинный список был опубликован 3 марта 2008 года. Короткий список финалистов из 6 произведений был опубликован 22 апреля 2008 года. Победитель был объявлен 8 июня 2008 года.
Список представлен в следующем виде — «победитель», «короткий список» (кроме «победителя»), «длинный список» (кроме «победителя» и «короткого списка»). Для каждого номинанта указано название произведения.

## Победитель
- Захар Прилепин — «Грех»

## Короткий список
- Юрий Бригадир — «Мезенцефалон»
- Лев Данилкин — «Человек с яйцом»
- Анна Козлова — «Люди с чистой совестью»
- Александр Секацкий — «Два ларца, бирюзовый и нефритовый»
- Андрей Тургенев — «Спать и верить. Блокадный роман»

## Длинный список
- Александр Архангельский — «1962. Послание к Тимофею»
- Всеволод Бенигсен — «ГенАцид»
- Антон Борисов — «Кандидат на выбраковку»
- Анатолий Брусникин — «Девятный Спас»
- Анатолий Бузулукский — «Антипитерская проза»
- Ксения Букша — «Питерские каникулы»
- Оксана Бутузова — «Дом»
- Дмитрий Быков — «Списанные»
- Валерий Введенский — «Старосветские убийцы»
- Дмитрий Глуховский — «Сумерки», «Метро 2033»
- Андрей Донцов — «Комплекс Ромео»
- Борис Евсеев — «Площадь Революции»
- Андрей Ефремов — «Искусство уводить чужих жен»
- Сергей Жадан — «Anarchy in the UKR»
- Александр Иличевский — «Пение известняка»
- Андрей Ильенков — «Читая ночь»
- Дмитрий Колодан — «Другая сторона»
- Анна Коростелёва — «Школа в Кармартене»
- Демьян Кудрявцев — «Близнецы»
- Андрей Курков — «Ночной молочник»
- Майя Кучерская — «Бог дождя»
- Ольга Кучкина — «Башня из лобной кости»
- Андрей Ланской — «Аристократ»
- Эдуард Лимонов — «Смрт»
- Рената Литвинова — «Обладать и принадлежать»
- Святослав Логинов — «Россия за облаком»
- Мастер Чэнь — «Любимый ястреб дома Аббаса»
- Сергей Минаев — «The тёлки»
- Марина Москвина — «Роман с Луной»
- Татьяна Москвина — «Она что-то знала…»
- Екатерина Мурашова — «Класс коррекции»
- Владимир Нестеренко — «Огненное погребение»
- Олег Нестеров — «Юбка»
- Ольга Новикова — «Гедонисты и сердечная»
- Полина Осетинская — «Прощай, грусть»
- Марина Палей — «Клеменс»
- Людмила Петрушевская — «Московский хор»
- Валерий Попов — «Горящий рукав»
- Александр Проханов — «Пятая империя»
- Анатолий Равикович — «Продолжения не будет»
- Андрей Рубанов — «Великая мечта», «Жизнь удалась»
- Алексей Рыбин — «Чёрные яйца»
- Игорь Сахновский — «Человек, который знал всё»
- Ольга Славникова — «Вальс с чудовищем»
- Геннадий Смолин — «Гений и злодейство»
- Наталья Сорбатская — «Литературная рабыня: будни и праздники»
- Анна Старобинец — «Резкое похолодание»
- Илья Стогoff — «Миллиардеры»
- Тимофей Хмелёв — «Уявление»
- Дмитрий Чёрный — «Поэма столицы»
- Алексей Шаманов — «Ассистент»
- Сергей Шумейкин — «Клоны клоунов»
- Глеб Шульпяков — «Цунами»
- Александр Щёголев — «Как закалялась жесть»